# Наса ТВ
Наса ТВ (раније названа „Наса Селект“, NASA Select) је телевизијски канал америчке агенције Наса. Канал се емитује преко сателита, као и путем симулкаста (симултаног емитовања) на сајту агенције Наса. Канал је почео са емитовањем 1980-их како би техничари, инжењери и контролори мисије могли уживо да прате полетања ракета-носача, као и операције у орбити. Наса је поседовала телевизијски одсек још од почетка свемирског доба ради архивирања свих историјских догађаја, као и да се обезбеде снимци за јавност.
На телевизији се приказује велики број образовних емисија за све узрасте. Такође се директно преносе све мисије у свемир са људском посадом, међу којим су и летови на Међународну свемирску станицу, као и лансирање и битнији догађаји роботизованих мисија и лансирања других свемирских агенција са којим Наса сарађује. Мрежа је прешла са аналогног на дигитално емитовање сигнала 2005. године, након мисије СТС-114, чиме је прекинула паралелно емитовање аналогног и дигиталног сигнала.